# Claude Romet
Pour les articles homonymes, voir Romet.
Claude Romet est une actrice de cinéma et de théâtre française née en 1932.
Nièce du comédien, réalisateur, producteur et artiste décorateur Donatien, elle a été également chanteuse et a assisté son oncle dans une partie de ses créations de céramique au début des années 1950.

## Filmographie
- 1961 : L'Œil du Malin de Claude Chabrol